# Đại học Nữ sinh Ewha

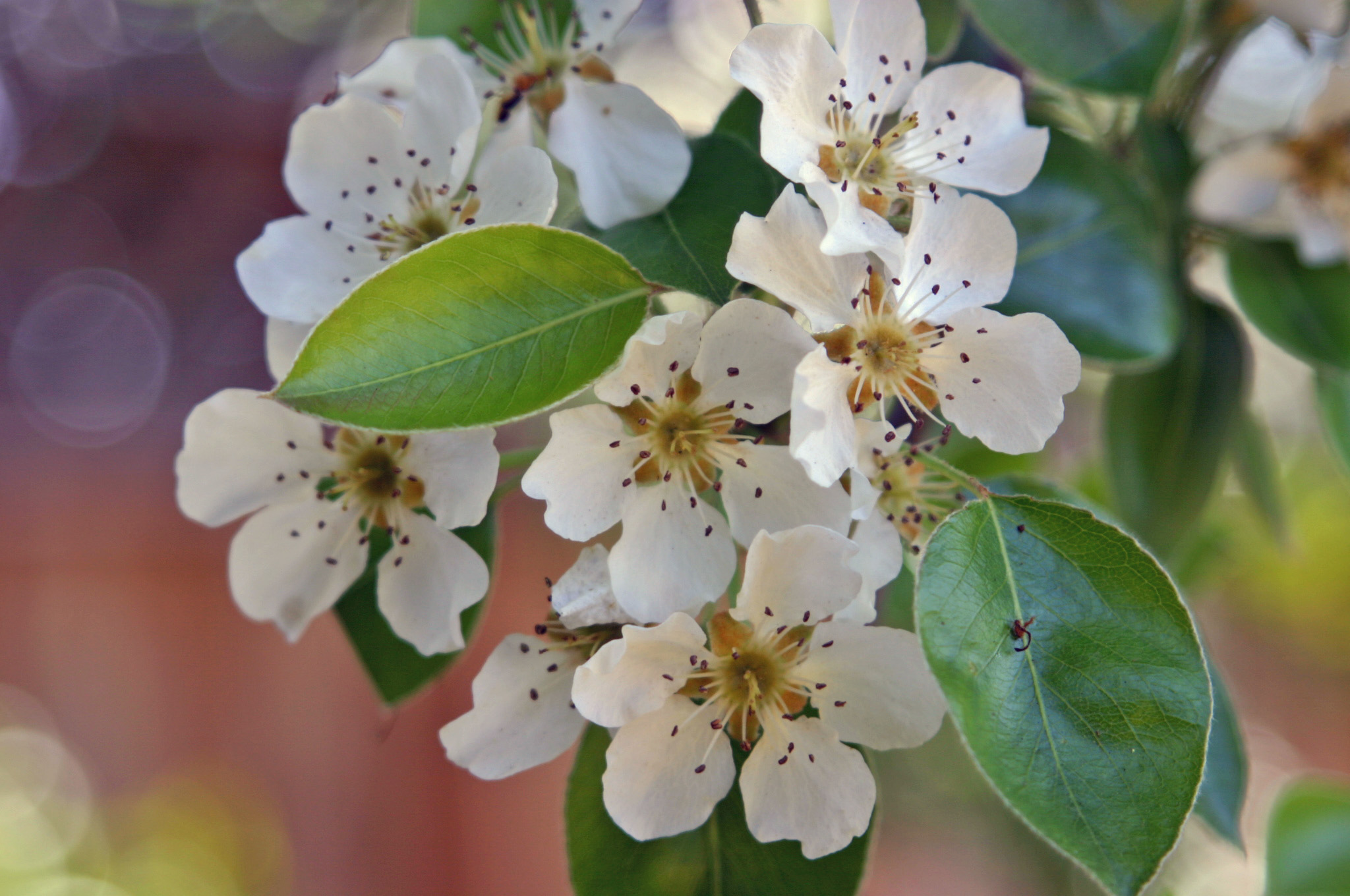
Hoa lê (Ewha)

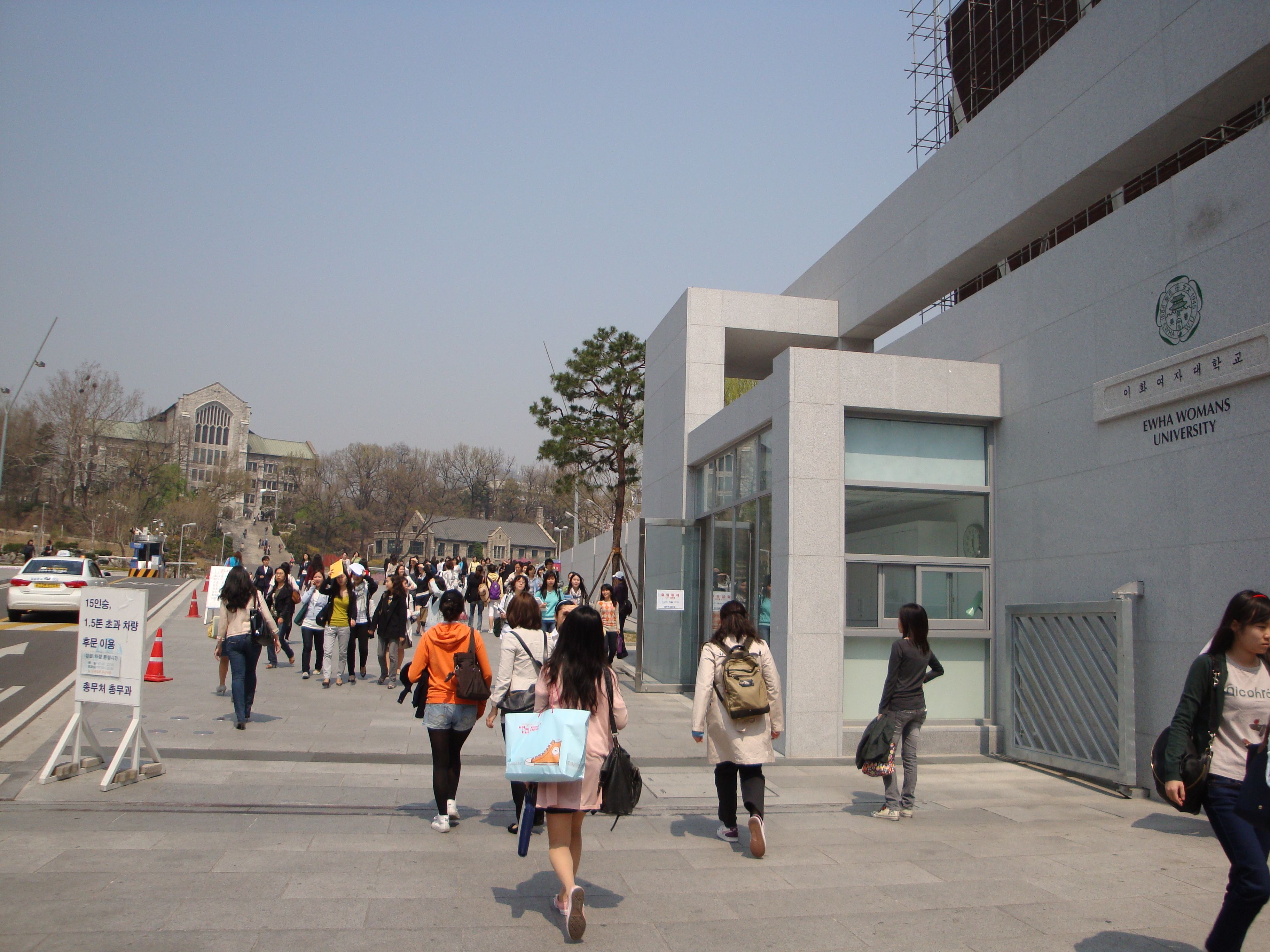
Vào cổng chính

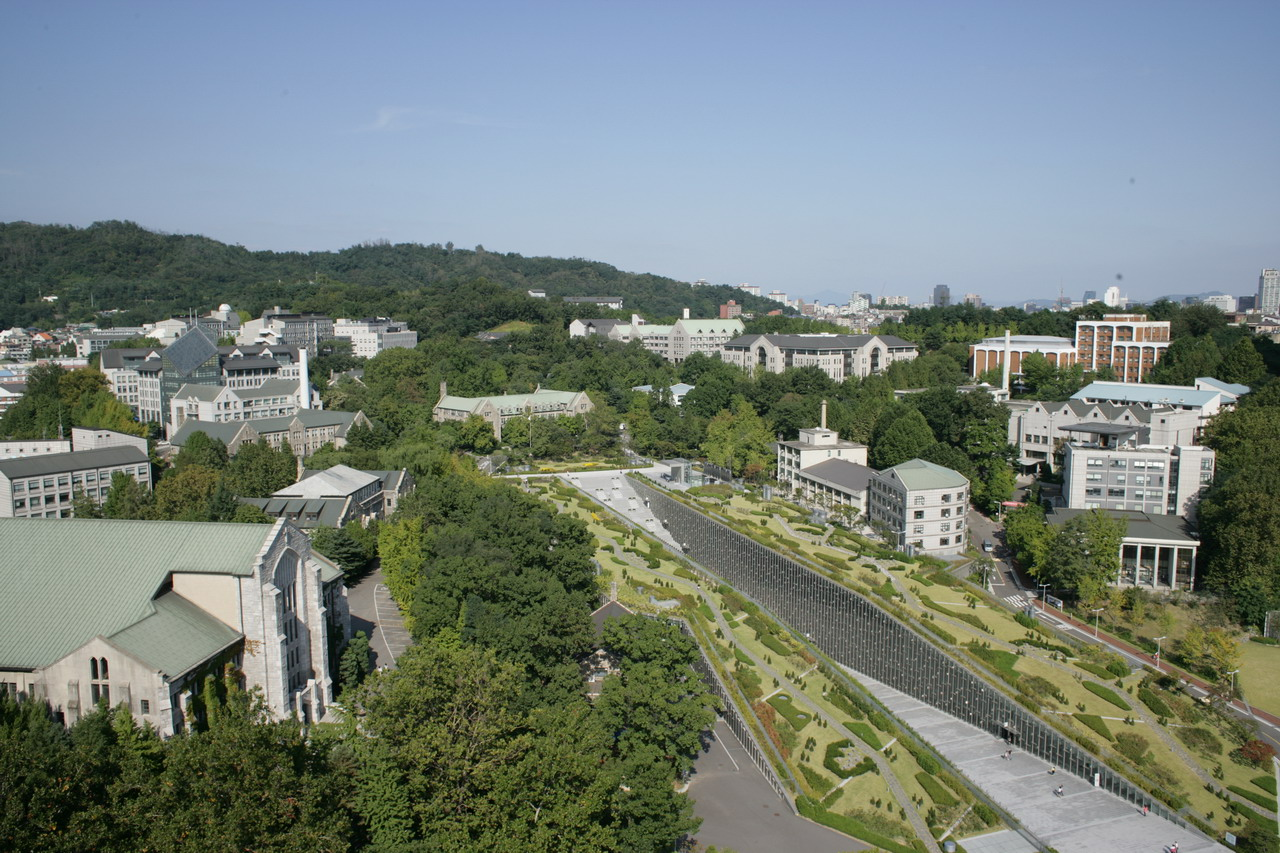
Khuôn viên trường

Viện Đại học Nữ sinh Ewha hay là Đại học Nữ sinh Hoa Lê (tiếng Anh: Ewha Womans University, tiếng Hàn: 이화여자대학교, Chữ Hán: 梨花女子大學校 Lê hoa nữ tử đại học hiệu) là một trường đại học tư thục dành cho nữ giới ở trung tâm Seoul, Hàn Quốc. Là một trường cao học lớn nhất ở Seoul và trường học dành cho nữ giới lớn nhất thế giới . Đại học Ewha được thành lập vào năm 1886 bởi nhà truyền giáo nữ Giám nhiệm Giám lý (Methodist Episcopal) Hoa Kỳ Mary F. Scranton.
"Ewha" là một từ Hán-Triều cho "hoa Lê". Những người sáng lập đầu tiên của trường đại học nghĩ rằng mỗi người phụ nữ trong cộng đồng này có giá trị được tôn trọng, nên trong tiếng Anh, họ sử dụng từ ngữ "womans" (thay vì women như thông thường), từ womans (nữ giới) là độc đáo và có một ý nghĩa đặc biệt .
Đại học Ehwa cũng là một trong các trường đại học nổi tiếng nhất ở Hàn Quốc, và nhiều phụ nữ hàng đầu đã tốt nghiệp từ đây. 15 trong tổng số 32 nữ bộ trưởng Hàn Quốc tốt nghiệp Đại học Ewha (46,8%) và 17 trong số 40 nữ đại biểu Quốc hội Hàn Quốc khóa 17 tốt nghiệp từ Ewha (42,5%). Han Myeong-suk (nữ thủ tướng đầu tiên của Hàn Quốc) và các Đệ nhất phu nhân Lee Soon-ja (phu nhân tổng thống Jeon Du-hwan), Kim Yoon-ok (phu nhân tổng thống Lý Minh Bác), Son Myung-soon (phu nhân tổng thống Kim Yeong-sam) cũng tốt nghiệp từ trường này. Lee Myung-hee - Chủ tịch Tập đoàn Shinsegae và Lee Yoon-hyung, hai con gái của người sáng lập tập đoàn Samsung Lee Byung-chul và Lee Kun-hee, và Hyun Jeong-eun, chủ tịch tập đoàn Hyundai cũng tốt nghiệp từ trường này.

## Lịch sử
Bắt nguồn từ trường Ihwa Hakdang (cũng gọi là Ewha Hakdang; 이화 학당 梨花 学堂) do nhà truyền giáo Mary F. Scranton thành lập năm 1886, lúc đó chỉ với 1 học sinh duy nhất. Tên gọi của trường: "Học viện hoa Lê", được hoàng đế Cao Ly Cao Tông (Gojong của Goryeo) ban cho vào năm 1887. Nhà trường bắt đầu cung cấp các khóa học cao đẳng trong năm 1910, và các khóa học chuyên nghiệp cho phụ nữ vào năm 1925. Ngay sau ngày giải phóng Hàn Quốc vào ngày 15 tháng 8 năm 1945, trường nhận được sự cho phép chính phủ để trở thành một trường đại học. Đó cũng là trường đại học đầu tiên tại Hàn Quốc được chính thức tổ chức.
Ewha ghi dấu nhiều cái đầu tiên trong lịch sử Hàn Quốc: Nữ bác sĩ đầu tiên của Hàn Quốc Esther Park; nữ tiến sĩ đầu tiên, Helen Kim (người sau này trở thành chủ tịch đầu tiên của trường đại học Hàn Quốc), nữ luật sư đầu tiên của Hàn Quốc, Lee Tai-Young, phụ nữ đầu tiên của Tòa án Hiến pháp, Jeon Hyo-sook, và nữ thủ tướng đầu tiên Han Myeong-sook.

## Phân khoa

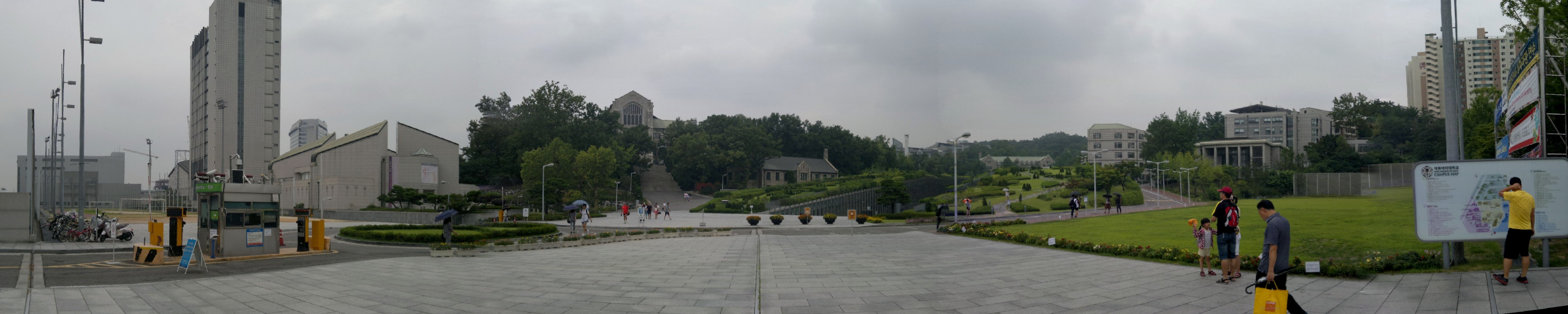

### Đại học
Các ngành học của Ewha được chia thành 11 trường cao đẳng với 65 phân ban. 
- Trường Đại học Nghệ thuật tự do
- Trường Đại học Khoa học Xã hội
- Trường Đại học Kỹ thuật
- Trường Đại học Khoa học Tự nhiên
- Trường Đại học Nghệ thuật (Âm nhạc / Mỹ thuật / Thiết kế)
- Trường Đại học Luật
- Trường Đại học Dược
- Trường Đại học Giáo dục
- Trường Đại học Quản trị Kinh doanh
- Trường Đại học Y khoa
- Học viện Scranton College (Chương trình danh dự, Ban Nghiên cứu Quốc tế)

Học viện Scranton mở cửa từ ngày 1 Tháng Ba 2007. Trường được đặt theo tên Mary F. Scranton, nhà truyền giáo, người sáng lập Ewha 120 năm trước đây. Là một chương trình duy nhất thuộc dự án toàn cầu 2010 của Ewha, Học viện Scranton được thiết kế để giáo dục sinh viên trở thành các nhà lãnh đạo hiệu quả trong một thế giới toàn cầu hóa. Có hai chương trình chính trong trường: Chương trình Scranton danh dự trong đó bao gồm vô số các ngành, Phòng Nghiên cứu Quốc tế đặc biệt nhằm trang bị cho sinh viên với khả năng cạnh tranh trên trường quốc tế. Scranton cung cấp các khóa học đa ngành và toàn diện, trong đó cho phép môi trường tự do hơn, phát huy cá tính và tính sáng tạo của sinh viên. Các lớp học quy mô nhỏ được thực hiện bằng tiếng Anh và các chương trình du học nhằm trang bị cho sinh viên với một tư duy mở, linh hoạt, với kiến thức rộng lớn và kỹ năng cần thiết trong thời đại toàn cầu hóa.
Phòng Nghiên cứu Quốc tế (DIS) lần đầu tiên được thành lập tháng 3 năm 2001 như một chương trình đại học trong đó tiếng Anh là ngôn ngữ giảng dạy. Đây là một kiểu mẫu được thành lập lần đầu tiên tại Hàn Quốc. Bây giờ, như là một phần của Scranton College, DIS cung cấp chương trình giảng dạy cá nhân cho các sinh viên để giúp họ đạt được chuyên môn quốc tế trong lãnh vực của họ lựa chọn.

### Cao học
Tương tự như vậy, các khóa học sau đại học được chia thành 13 trường cao học.
- Trường Cao học
- Trường Cao học Nghiên cứu Quốc tế
- Trường Cao học Dịch thuật và Diễn giải
- Trường Cao học Phúc lợi xã hội
- Trường Cao học Kinh doanh
- Trường Cao học Y khoa
- Trường Cao học Giáo dục
- Trường Cao học Thiết kế
- Trường Cao học Thần học
- Trường Cao học Khoa học Chính trị
- Trường Cao học Âm nhạc trong Truyền thông hiện đại
- Trường Cao học Khoa học Y tế lâm sàng
- Trường Cao học lâm sàng Nha Khoa

## Gallery

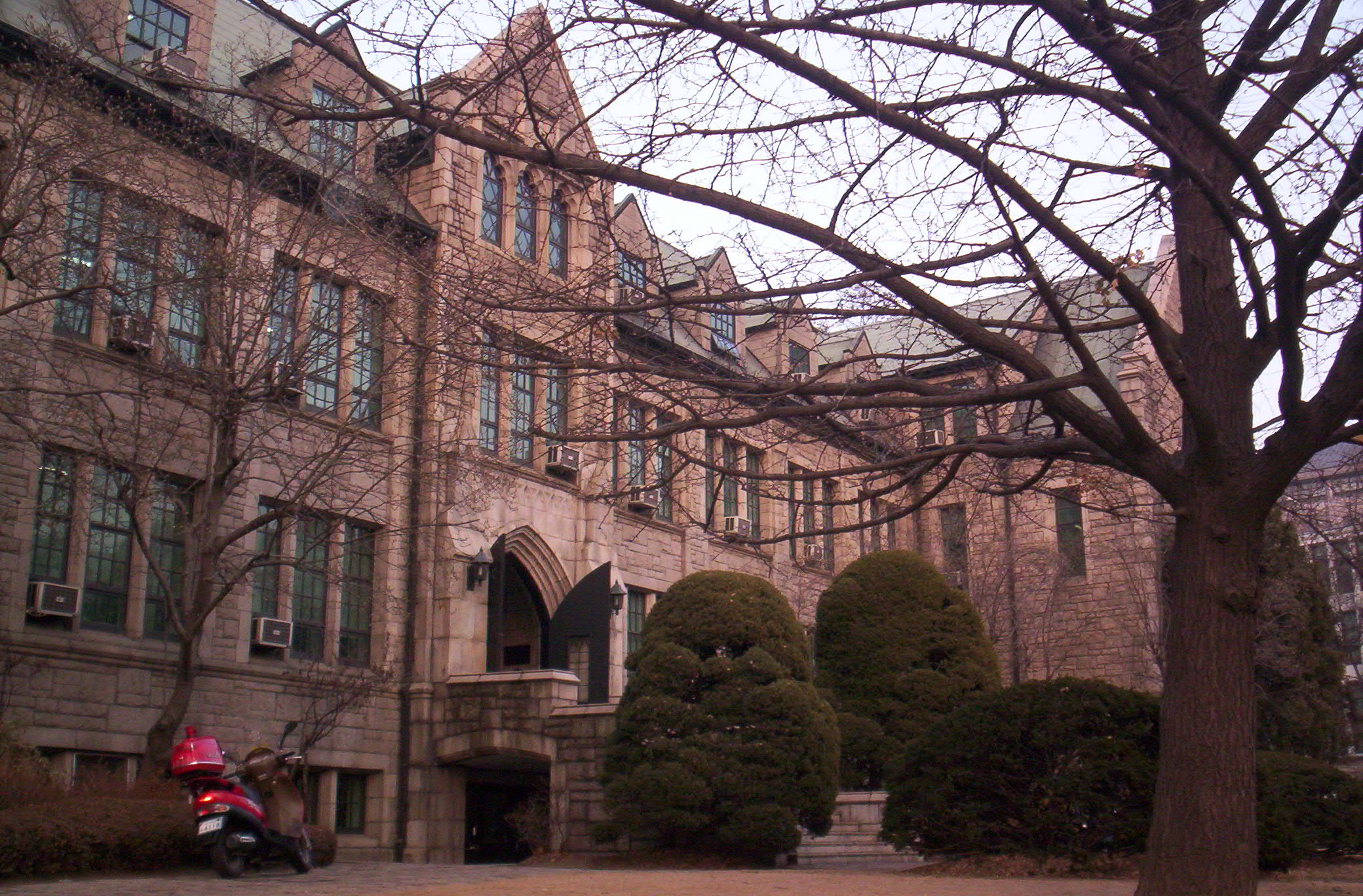
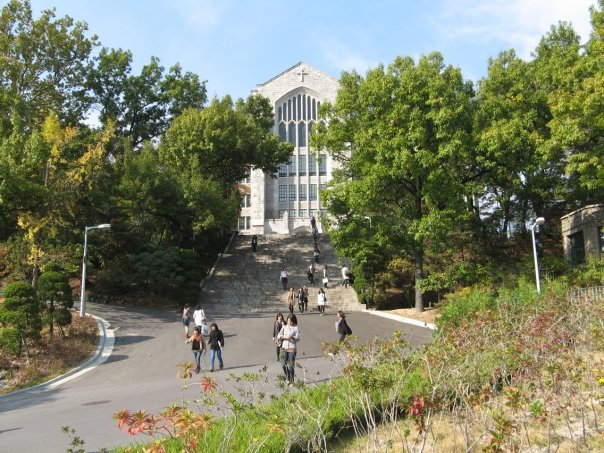
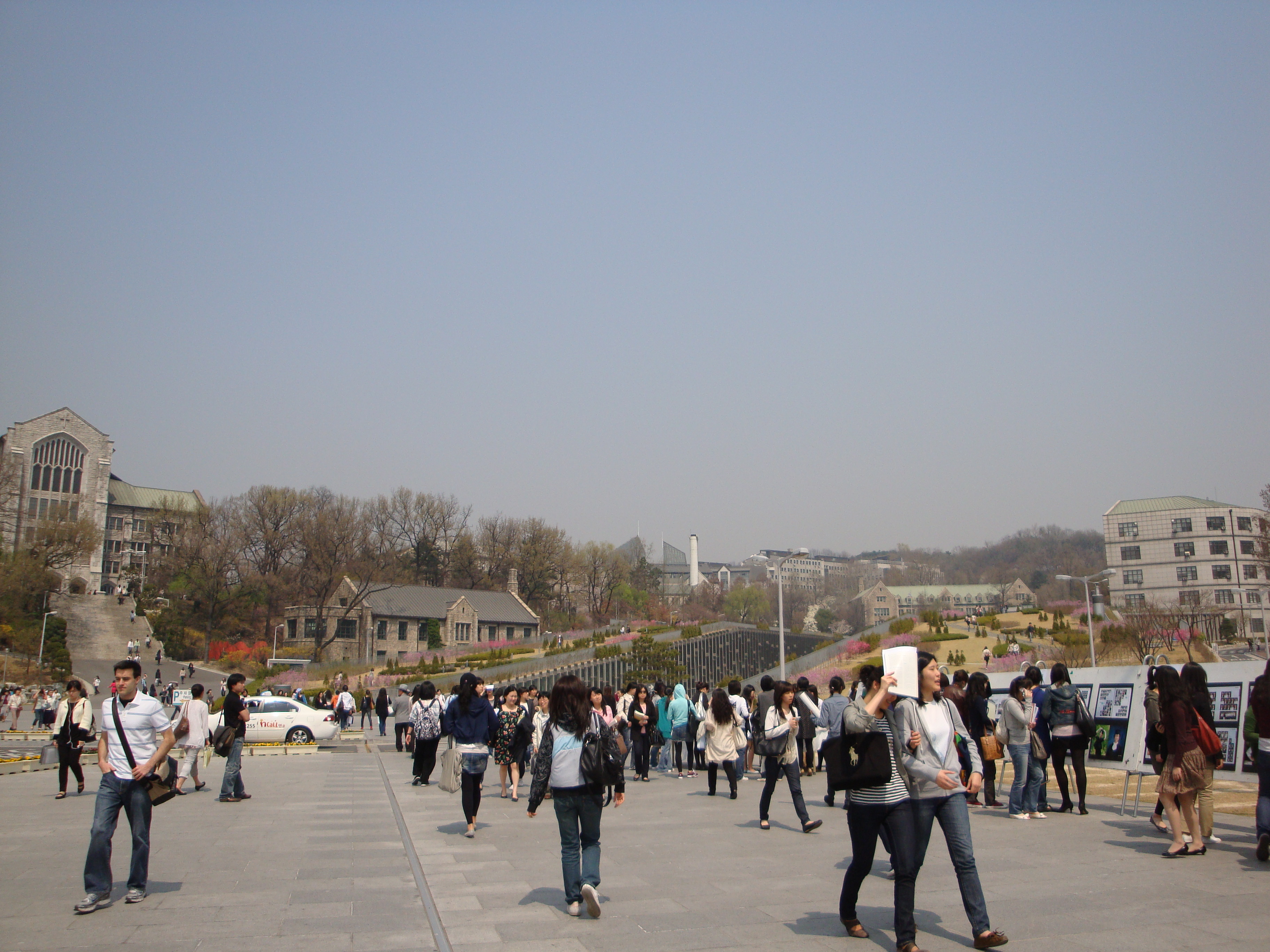
Khuôn viên trường
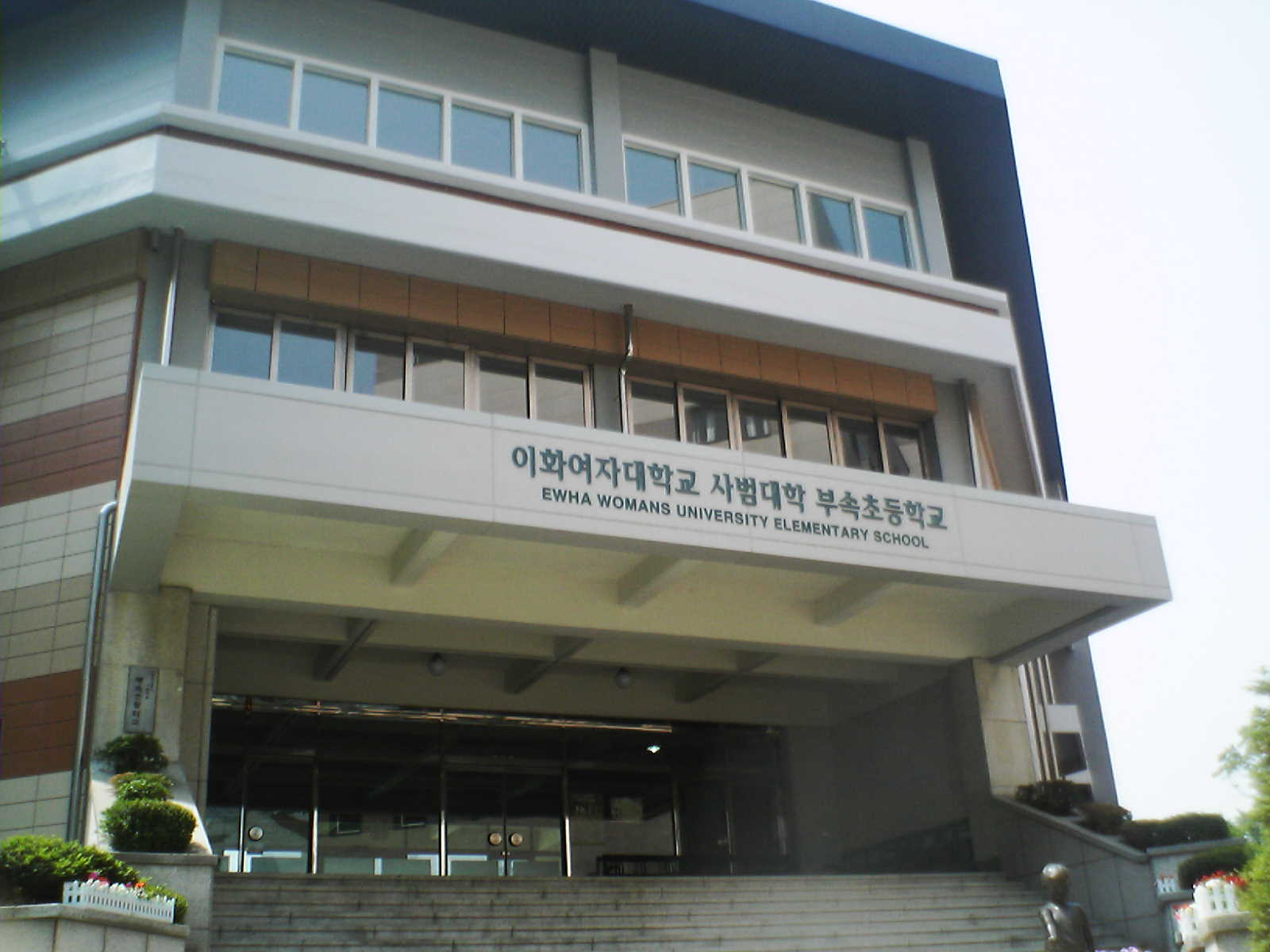
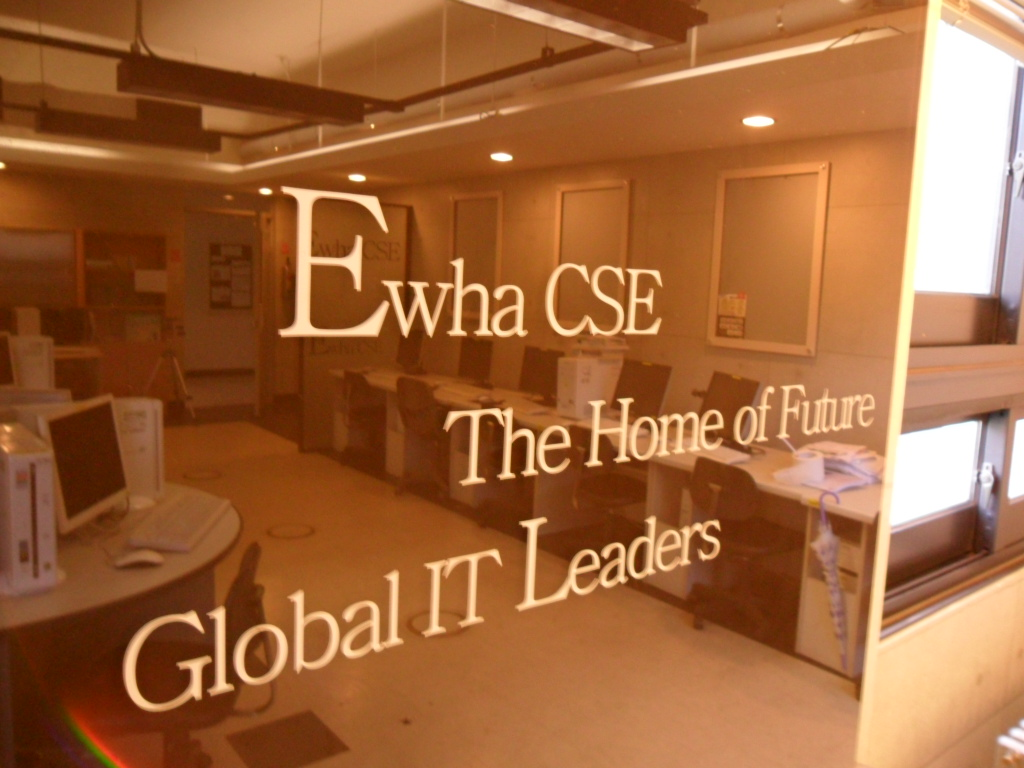